# Jacopo Mosca
Jacopo Mosca (* 29. August 1993 in Savigliano) ist ein italienischer Radrennfahrer.

## Sportliche Laufbahn
Jacopo Mosca ist seit 2010 im internationalen Radsport aktiv. 2011 gewann er den Trofeo Comune di Vertova. Seinen ersten Vertrag als Stagiaire erhielt er 2016 beim Team Trek Segafredo, dann wechselte er für zwei Jahre zu Wilier Triestina. 2017 gewann er die  Tour of Hainan sowie die Bergwertung der Tour of China I, 2018 die Punktewertung bei Tirreno–Adriatico und eine Etappe der Tour of China I. Nach zwei Jahren bei Wilier Triestina wurde sein Vertrag nicht verlängert, und er wechselte zum UCI Continental Team D’Amico-UM Tools. 
Im August 2019 erhielt Mosca einen Vertrag bei Trek Segafredo. Bis 2022 nahm er für das Team jedes Jahr an einer Grand Tour teil, 2020 belegte er in der Gesamtwertung des Giro d’Italia Platz 31. Obwohl ihm bei Trek-Segafredo bisher keine zählbaren Erfolge gelangen, gilt er im Team als wertvoller und zuverlässiger Fahrer. Trotz einer schweren Sturzverletzung bei den Italienischen Meisterschaften 2021 wurde sein Vertrag vorzeitig verlängert.

## Privates
Im Oktober 2023 heiratete Jacopo Mosca die italienische Rennfahrerin Elisa Longo Borghini.

## Erfolge
2011
- Trofeo Comune di Vertova

2017
- Gesamtwertung und eine Etappe Tour of Hainan
- Bergwertung Tour de Korea

2018
- Punktewertung Tirreno–Adriatico
- eine Etappe Tour of China I

## Grand-Tour Platzierungen
| Grand Tour            | 2018 | 2019 | 2020 | 2021 | 2022 | 2023 | 2024 |
| --------------------- | ---- | ---- | ---- | ---- | ---- | ---- | ---- |
| Giro d’ItaliaGiro     | 98   | –    | 31   | 52   | 103  | –    | –    |
| Tour de FranceTour    | –    | –    | –    | –    | –    | –    | –    |
| Vuelta a EspañaVuelta | –    | 85   | –    | –    | –    | 92   | –    |